# Meg Award
Meg Award är en utmärkelse för nyskapande journalistik som delas ut i samband med Mediedagarna i Göteborg (MEG), som från år 2018 var en del av Bokmässan i Göteborg.
Först delades det bara ut ett pris i kategorin "årets förnyare", men från 2016 tillkom ytterligare kategorier. Priset har inte delats ut sedan 2019.

## Vinnare

### 2013
- Svenska Dagbladet för Räntekartan[3]

Övriga finalister var Utbildningsradion, Jan Helin på Aftonbladet och Toca Boca.

### 2014
- Aftonbladet TV[5]

Övriga finalister var Instagramkontot Kvinnohat och Upsala Nya Tidning.

### 2015
- Henriette Zeuchner, bokförlaget Verbum, för tjänsten Verbum Novum

Övriga finalister var Omni och Viralgranskaren.

### 2016
- Årets förnyare: Olga Stern, för verktyget Genews[6]
- Årets rekrytering: Sveriges Television, för rekryteringen av Jan Helin
- Årets startup: Newsreps

### 2017
- Årets förnyare: Annah Björk och Mattias Beijmo, utställningen I am alive[7]
- Årets normbrytare: Aftonbladet, för projektet Mitt ID
- Årets raket: Linn Ahlborg, influerare

### 2018
- Årets förnyare: Malena Rydell och Erika Hallhagen, Svenska Dagbladet, för skådespelaruppropet #tystnadtagning[8]
- Årets raket: Margaux Dietz, influerare

### 2019
- Årets förnyare: Åsa Edlund Jönsson, chef SVT Sport[9]
- Årets raket: Greta Thunberg, miljöaktivist